# Giovanni Ettore Mattei
Giovanni Ettore Mattei ( Castelfranco Emilia, 10 de marzo de 1865 – Sciara, Palermo , 19 de diciembre de 1943 ) fue un botánico italiano.

## Biografía
Fueron sus padres el ingeniero Samuele di Lucca y Giulia Bandera, de Bolonia. Su padre luego de haber participado de la guerra contra Austria de 1859, se dedica a la agricultura, y la madre, que era huérfana, con un hermano es iniciada en el estudio de las Ciencias naturales. Y le transmite a su hijo el modo de observar la naturaleza y se apasionaría, comenzando a recolectar insectos y pájaros que embalsamaba. En 1884 se inscribe en la Facultad de Ciencias de la Universidad de Bolonia, donde se orienta hacia los estudios de la botánica, y bajo la guía de Saccetti va recolectando un rico herbario. Nominado en 1885 como segundo asistente del Instituto Botánico, lo obtiene y se dedica completamente a la disciplina preferida: en 1888 pasa a primer asistente, mas en 1897 debe renunciar a la asistencia por un puesto de director técnico en una firma de semillas forestales, y seguido por la destrucción de la casa comercial por un derrumbe que causa la muerte de la madre y de su hijo mayor.
Fue colega y gran amigo del Dr. Carlo Riva, médico y botánico de la expedición del Príncipe D. Eugenio Ruspoli, a Somalia, con Luigi Lucca, Emilio Dal Seno y del ingeniero geólogo Borchard, debiendo retornar a Italia, luego de la prematura muerte del Príncipe durante una cacería, consiguiendo de manos de su amigo G.E. Mattei el diario personal de la expedición.
Fue docente de la Facultad de Medicina Veterinaria de la Universidad de Mesina y director del Jardín botánico de Mesina.
Describió Abies nebrodensis Mattei -- in Boll. Ort. Bot. Palermo, vii. 64 (1908), espléndida conífera endémica de Sicilia de cerca de 9 milenios, y que solo cuenta con una treintena de ejemplares a riesgo de la extinción.
El 19 de diciembre de 1943 fallece en Sciara, en la provincia de Palermo, donde se había refugiado, pues en junio de ese año, un bombardeo destruyó completamente su casa de Messina.

## Algunas publicaciones
- Gli uccelli e l'agricoltura : considerazioni. Cenerelli, Bologna, 1883
- Noterelle botaniche. Società Tipografica Azzoguidi, Bologna, 1886
- Botanica conforme alle lezioni del professor Federico Delpino. Albertazzi, Bologna, 1890
- Dizionarietto di botanica : ad uso degli studenti e di tutti coloro che iniziano lo studio delle piante. Sandron, Milano, 1910
- I batteriocecidii. Soc. Tip. Azzoguidi, Bologna, 1887
- Aggiunte alla Flora bolognese Soc. Tip. Azzoguidi, Bologna, 1886
- Convolvulacee Soc. Tip. Azzoguidi, Bologna, 1887

## Honores

### Eponimia
- La abreviatura «Mattei» se emplea para indicar a Giovanni Ettore Mattei como autoridad en la descripción y clasificación científica de los vegetales.[1]

## Enlacew externos
- Wikispecies tiene un artículo sobre Giovanni Ettore Mattei.

- Datos: Q3767180
- Especies: Giovanni Ettore Mattei

1. ↑  Todos los géneros y especies descritos por este autor en IPNI.